# Carita pintada
Carita pintada foi uma telenovela venezuelana produzida pela RCTV e exibida entre 25 de agosto de 1999 e 14 de março de 2000.
É uma historia original de Vanetina Párragas.
Foi protagonizada por Catherine Correia e Simón Pestana e antagonizada por Marlene De Andrade, Eliana López e Fernando Flores.

## Sinopse
Nossa protagonista é Aurora Pabuena, que leva seu sobrenome de sua mãe de leite e alma, Candela Pabuena. Ela a encontrou abandonada sendo um bebê na Igreja de San Miguel del Cayo e se encarregou de criá-la com a ajuda do padre, Francisco de Asís Martinez. Mas a verdadeira mãe de Aurora, Irene Cáceres, é a filha do rico e egoísta industrial Vicente Cáceres.
Irene vive longe de sua filha na cidade grande. Ele se tornou alcoólatra quando a perdeu recém-nascida, sem saber que o autor do desaparecimento estava mais perto do que ela pensava, seu próprio pai. Vicente é o grande marionetista e controlador poderoso nesta história. Seu outro filho Santiago morreu em um acidente junto com sua esposa e os pai de Diego e Rodrigo, gêmeos idênticos do lado de fora, mas no interior totalmente diferentes: Diego é correto e formal; e Rodrigo, que gosta de se divertir.
Diego e Aurora se conhecem e começam a viver um romance, que é sabotado por seu irmão Rodrigo, cuja existência Aurora desconhece. Personificando seu irmão gêmeo, Rodrigo tenta estuprá-la, mas ela é salva por Andres, um pescador apaixonado por ela. Como resultado da luta, Rodrigo é mergulhado em um longo coma.
Dois anos mais tarde, Aurora, Candelaria e seus outros quatro filhos vivem em Caracas. Diego é infeliz no casamento com Pipina Hoffman, seu amor eterno, e dirige a indústria têxtil de seu avô. Diego e Aurora se reencontram depois de um incidente e, em breve, ressurge amor. No entanto, quando Aurora e Diego acreditam ter alcançado a felicidade juntos, algo inesperado acontece que muda suas vidas: Rodrigo reaparece em suas vidas com o único propósito de vingança contra a mulher que acusa seu infortúnio e aproveitar a posição principal de seu gêmeo. É quando Aurora é vítima de um sofrimento indescritível, mas ela deve enfrentar todos os obstáculos para alcançar o amor prometido dos seus sonhos.

## Elenco
- Catherine Correia - Aurora Pabuena / Aurora Vargas Cáceres
- Simón Pestana - Diego Cáceres y Rodrigo Cáceres
- Elluz Peraza - Irene Cáceres
- Hilda Abrahamz - Candelaria Pabuena
- Luis Gerardo Núñez - Martín Sucre
- Javier Vidal - Tadeo Vargas
- Fernando Flores - Vicente Cáceres
- Eliana López - Francoise Pabuena
- Carlos Cruz - Eleazar Medina
- Ricardo Bianchi -  Alberto Sandoval
- José Gabriel Goncalves - Luigi
- Elisa Stella - Belén de Medina
- Eduardo Gadea Pérez - Teófilo
- Marlene De Andrade - Guillermina "Pipina" Hoffman de Cáceres
- Rodolfo Renwick - Andrés Figuera
- Virginia Vera - Elodia
- Violeta Alemán - Margot
- Nacarid Escalona - Karín López
- Gonzalo Cubero - Padre Francisco "Pancho" de Asís Martínez
- Nacho Huett - Abdul Pabuena
- Henry Castañeda - Carlos Pereira
- Marcos Morffe - Paolo Pabuena
- Jeannette Lehr - Pilar
- Jessica Cerezo - Génesis
- Paola Eagles - Vallita Pabuena
- Carolina Muziotti - Kimberly
- Alba Roversi - Piera Bernal
- Rubí Cardozo - Xiomara
- Juan Carlos Gardié - Cheo Salazar
- Flavio Caballero - Jean Francois Sagmann
- Roberto Mateos - Abdul Abdulah
- Carlos Olivier - Paolo Richi / Paolino Rossi
- Julie Restifo - Conchetta de Rossi
- Reina Hinojosa - Jessica
- Juan Antonio Medrano - Ele mesmo
- Rosa Palma - Damelys
- Gabriel Parisi - Leo
- Ivette Domínguez - Medusa
- Gabriel Fernández - Luis Felipe Aristiguieta
- Oswaldo Mago - Él mismo
- Maribel Zambrano - Ella misma
- Luis Enrique Cañas
- Jesús Seijas
- Walter Gamberini
- Luis Aravena
- Yosti de la Rosa
- Oscar Cabrera
- Bárbara Garófalo
- Norma Matos - Marian

## Versões
- Em 2013, a Televisa realizou uma versão na novela, intitulada De que te quiero, te quiero. Produzida por Lucero Suárez e foi protagonizada por Livia Brito e Juan Diego Covarrubias[3].